# 毛果扁芒菊
毛果扁芒菊（学名：Allardia lasiocarpa）是菊科扁芒菊属的植物，是中国的特有植物。分布于中国大陆的西藏等地，生长于海拔4,700米至5,200米的地区，多生长在河边多石草地或碎石山坡，目前尚未由人工引种栽培。